# Exemption culturelle
L'exemption culturelle est un concept issu du droit international économique et plus spécifiquement d’accords de libre-échange bilatéraux et régionaux. L’exemption culturelle se matérialise par l’incorporation d’une clause qui a pour effet d’exclure de son champ d’application des biens et des services culturels qui seraient autrement visés par les engagements découlant de l’accord concerné. La finalité de cette clause est de préserver le pouvoir d’intervention de l’État à l’égard de ces biens et services culturels, et par conséquent de protéger sa souveraineté culturelle. 

## Définition
Les termes d’exemption culturelle et d’exception culturelle sont souvent utilisés indistinctement. Bien que la technique juridique ne soit pas exactement la même, l’une et l’autre poursuivent le même objectif, soit soustraire des biens et des services culturels du champ d’application d’un accord de commerce en vue de préserver le pouvoir d’intervention de l’État.
La clause d’exemption culturelle canadienne est le pendant de la clause d’exception culturelle européenne. Au niveau de la substance, la différence entre les deux clauses se situe essentiellement au niveau de leur portée : alors que l’exemption culturelle canadienne exclut des industries culturelles du champ d’application d’un accord économique, l’exception culturelle européenne est plus restrictive, en ce qu’elle ne vise généralement que les services audiovisuels.
Les exemptions culturelles et les exceptions culturelles entrent dans la catégorie plus large des clauses culturelles, lesquelles englobent une variété de dispositions faisant référence à la culture en vue de reconnaître la spécificité de ce secteur dans un contexte de libre-échange. Ces clauses ont en commun l’objectif de véhiculer l’idée que la culture n’est pas une simple marchandise. Elles constituent « le meilleur moyen de faire coexister la culture et le commerce au sein de l’ordre juridique mondial ». Dans certains accords de libre-échange, s’ajoutent aux clauses culturelles une ou plusieurs référence explicites ou implicites à la Convention sur la protection et la promotion de la diversité des expressions culturelles de 2005, et parfois à certains de ses objectifs, principes ou obligations.
Contrairement aux réserves culturelles ou aux engagements assortis de limitations visant le secteur culturel, les exceptions ou exemptions culturelles ont pour avantage d’être intégrées de manière permanente à un accord. Par conséquent, elles ne sont généralement pas visées par des négociations ultérieures ayant pour but d’élever progressivement le niveau de libéralisation généré par un accord de commerce.
Dans le cas des accords de libre-échange négociés par la Canada, l’exemption culturelle peut avoir une portée variable. Dans une majorité d’accords, elle s’applique à l’ensemble du traité. Dans d’autres accords, elle est incorporée à certains chapitres seulement, ce qui signifie qu’elle n’exclut que certains biens ou services culturels du champ d’application de ces traités.
Enfin, la portée d’une exemption culturelle ou d’une exception culturelle peut être modulée en fonction des définitions des biens, services ou industries culturelles auxquelles ces clauses se réfèrent. 
La nécessité de prévoir un traitement distinct des produits culturels dans un contexte de libéralisation des échanges s’analyse au cas par cas.

## L’exemption culturelle et le système commercial multilatéral
Craignant la force du marché des films hollywoodiens au sortir de la Première Guerre mondiale, certains pays de l’Europe adoptent des mesures pour protéger leur industrie audiovisuelle et cinématographique, notamment par le moyen de quotas à l’écran. Au moment de négocier ce qui deviendra l’Accord général sur les tarifs douaniers et le commerce (GATT de 1947), des Parties tiennent à incorporer une disposition permettant le maintien de ces quotas. L’article IV du GATT de 1947 a précisément pour effet d’ autoriser le maintien de certains types de « contingents à l’écran ».
Cette clause sera « symptomatique » de l’éventuelle vision restrictive des clauses culturelles (d’exception culturelle) voulant qu’elles ne s’appliquent qu’aux services audiovisuels. Les exceptions générales du GATT de 1947 seront par ailleurs considérées insuffisantes (ou trop incertaines) pour assurer la protection de la souveraineté culturelle des États. En effet, la seule exception générale du GATT qui concerne le secteur culturel se limite à préserver le pouvoir des États d’adopter et de mettre en œuvre des mesures « imposées pour la protection des trésors nationaux ayant une valeur artistique, historique ou archéologique ».
Lors des négociations du Cycle d’Uruguay (1986-1994) au cours duquel le système commercial multilatéral est réformé, un groupe spécial sur les services audiovisuels est constitué avec pour mandat de déterminer les règles qui seront appliquées au secteur des services audiovisuels dans le cadre de l’Accord général sur le commerce des services (AGCS). La possibilité d’exclure ce secteur par le biais d’une clause culturelle est envisagée. Confrontés à la ferme opposition des États-Unis, le champ d’application de l’AGCS couvre finalement tous les services, y compris les services audiovisuels. Cependant, cet accord se fonde sur le principe de libéralisation progressive, qui s’appuie sur l’élaboration de listes d’engagements dites « positives » en ce qui concerne spécifiquement les obligations d’accès au marché et de traitement national. L’AGCS offre donc une certaine flexibilité afin de prendre, ou non, ces deux types d’engagements et ce, pour n’importe quel service, ce qui inclut les services audiovisuels ou autres services culturels.
De nombreux Membres de l’OMC profitent de cette flexibilité pour s’abstenir de prendre des engagements en matière d’accès au marché et d’application du traitement national pour les services audiovisuels. Seuls les États-Unis et la Nouvelle-Zélande ont une liste d’engagements substantiels en matière de services culturels. D'autres Membres, dont la Chine, l’Inde et l’Australie libéralisent le commerce de certains services audiovisuels, tout en limitant leur portée par le biais de mentions à cet effet dans leurs listes d’engagements.
De 1995 à 1997, les États membres de l’Organisation de coopération et de développement économiques (OCDE) tentent de négocier un Accord multilatéral sur les investissements (AMI). À nouveau, les défenseurs de l’exception culturelle s’opposent à l’inclusion du secteur culturel dans le champ d’application de ce futur accord, alors que les États-Unis affichent une position similaire à celle adoptée lors des négociations du Cycle d’Uruguay.
Dans la foulé de ces débats, la société civile se mobilise. La première Coalition pour la diversité culturelle naît dans ce contexte à Montréal. Elle deviendra « l’un des porte-parole les plus efficaces et les plus influents au Canada » en ce qui concerne la reconnaissance de la spécificité des biens et des services culturels dans les accords de commerce.

## L’exemption culturelle et les travaux menés au sein de l’UNESCO
À la suite de la conclusion du Cycle d’Uruguay et de la tentative avortée d’exclure les services audiovisuels de l’AGCS, le débat sur la reconnaissance de la spécificité des produits culturels se déplace vers l’UNESCO. Les discussions à ce sujet mènent d’abord à l’adoption en 2001 de la Déclaration universelle sur la diversité culturelle, puis en 2005 de la Convention sur la protection et la promotion de la diversité des expressions culturelles. Cet instrument reçoit rapidement une grande reconnaissance. Il compte aujourd’hui 149 Parties, soit 148 États ainsi que l’Union européenne.
La France, ainsi que le Canada et le Québec, sont les principaux instigateurs de cette démarche. Les négociations de la Convention de 2005 sont toutefois houleuses en raison l’opposition marquée et soutenue des États-Unis. Un des principaux points de tension concerne la négociation des clauses devant préciser la relation entre la Convention et les autres instruments juridiques internationaux, ce qui inclut les accords de commerce. Cette négociation se termine par l’adoption des articles 20 et 21 de la Convention qui placent l’ensemble des instruments juridiques internationaux sur un pied d’égalité, tout en demandant aux Parties de promouvoir les objectifs et les principes de la Convention dans les autres enceintes internationale.
Au terme de deux années de négociations lancées en 2003, la Convention est adoptée par une écrasante majorité de 148 États (deux États seulement s’y opposant (États-Unis et Israël) et quatre États préférant s’abstenir au moment du vote (Australie, Honduras, Nicaragua, Liberia).
La Convention de 2005 reconnait également la double nature des biens et services culturels et réaffirme le droit souverain des Parties de se doter des politiques culturelles de leur choix. Elle poursuit également l’objectif de rééquilibrage des échanges culturels, notamment au profit des expressions culturelles des pays en développement.
Enfin, la Convention marque un certain changement de paradigme dans la manière d’affirmer la spécificité des biens et services culturels au sein de l’ordre juridique international, passant de la traditionnelle position de l’exclusion de ce secteur des accords de commerce, à une approche se voulant plus positive et inclusive, celle de la protection et de la promotion de la diversité des expressions culturelles.

## L’exemption culturelle dans les accords commerciaux bilatéraux et régionaux négociés par le Canada
Le Canada exclut traditionnellement les « industries culturelles » des accords bilatéraux et régionaux qu’il négocie. L’accord comprend alors une définition des industries culturelles qui visent un large éventail de biens et de services culturels. Les clauses d’exemption culturelle sont généralement formulées ainsi :
« [a]ucune disposition du présent accord n’est interprétée comme s’appliquant aux mesures adoptées ou maintenues par l’une ou l’autre des Parties relativement aux industries culturelles, sauf dispositions contraires expresses de l’article [...] (Traitement national et Accès aux marchés pour les produits - Élimination des droits de douane) »

### Les exemptions culturelles de portée générale
Au Canada et au Québec, l’adoption de clauses d’exemption culturelle a pour objectif de protéger la souveraineté culturelle canadienne et l’identité culturelle québécoise. Dès la conclusion de l’Accord de Libre-échange Canada – États-Unis (l’ALE) en 1988, le Canada réussit à imposer, non pas sans difficulté, sa vision et sa clause d’exemption culturelle qui exclut les industries culturelles du champ d’application de l’accord. Cependant, la clause d’exemption culturelle est accompagnée d’une clause de représailles (rétorsion). Ainsi, toute mesure visée par l’exemption culturelle adoptée subséquemment et qui occasionne des pertes pour les États-Unis peut faire l’objet de mesures de représailles commerciales de la part de ces derniers. À ce jour, cette clause n’a pas été utilisée par les États-Unis. 
Cette clause d’exemption culturelle est de portée générale, ce qui signifie qu’elle exclut les industries culturelles de l’ensemble de l’accord concerné. La même clause est reprise dans plusieurs accords négociés ultérieurement par le Canada.
L’Accord de libre-échange nord-américain (l’ALENA) de 1994 reporte ce mécanisme. La clause ne concerne que les relations entre le Canada et les États-Unis, ou encore entre le Canada et le Mexique. 
La clause d’exemption culturelle survit à la nouvelle mouture de l’ALENA, désigné par le titre Accord Canada-États-Unis-Mexique (ACEUM), signé le 30 novembre 2018 et dont l’entrée en vigueur est fixée au 1er juillet 2020. En raison de sa portée générale, cette exemption qui continue d’exclure de la portée de l’accord les « industries culturelles » s’applique au nouveau chapitre sur le commerce numérique. La clause de représailles au bénéfice des États-Unis et du Mexique l’accompagne toujours.
On constate que le Canada parvient à maintenir une clause d’exemption culturelle de portée générale dans ses relations économiques avec les États-Unis, bien que ceux-ci soient l’un des pays ayant le plus d’intérêt à refuser l’ajout d’une telle clause, en raison de l’importance de son marché culturel. 
En plus des accords présentés ci-dessus, les accords suivants contiennent une clause d’exemption culturelle de portée générale visant les « industries culturelles » :
- Accord de libre-échange entre le Canada et l’Association européenne de libre-échange (AELE), 26 janvier 2008, R.T.Can., (entré en vigueur le 1er juillet 2009);
- Accord de libre-échange Canada-Pérou, 28 mai 2008, R.T.Can., (entré en vigueur le 1er août 2009);
- Accord de libre-échange Canada-Colombie, 21 novembre 2008, R.T.Can., (entré en vigueur le 15 novembre 2011);
- Accord de libre-échange Canada-Jordanie, signé le 28 juin 2009, R.T.Can., (entré en vigueur le 1er octobre 2012);
- Accord de libre-échange entre le Canada-Panama, signé le 14 mai 2010, R.T.Can., (entré en vigueur le 1er avril 2013);
- Accord de libre-échange Canada-Honduras, signé le 5 novembre 2013, R.T.Can., (entré en vigueur le 1er octobre 2014);
- Accord de libre-échange Canada-Corée, signé le 22 septembre 2014, R.T.Can., (entré en vigueur le 1er janvier 2015);
- Accord de libre-échange Canada-Ukraine, signé le 11 juillet 2016, R.T.Can., (entré en vigueur le 1er août 2017). ----

### Les exemptions culturelles de portée limitée
Dans l’Accord de Partenariat transpacifique global et progressiste (PTPGP) liant le Canada et 10 autres pays bordant l’Océan Pacifique, ainsi que dans l’Accord économique et commercial global (AECG), le Canada adopte une autre technique pour exclure des biens et des services culturels de certains chapitre seulement. On peut ainsi parler d’exemptions culturelles de portées limitées. Dans les faits, le Canada a aussi eu recours à d’autres techniques juridiques, dont la formulation de « réserves ». 
L’AECG conclu en 2016 avec l’Union européenne est le premier accord témoignant du changement d’approche de la part du Canada. D’abord, la clause d’exemption culturelle générale est mise de côté, au profit d’ une pluralité de clauses d’exemption incorporée à certains chapitres seulement. De plus, l’exemption culturelle est à portée asymétrique, en ce sens que l’Union européenne exclut les « services audiovisuels », lesquels ne sont pas définis, mais ont néanmoins une portée plus restreinte que les « industries culturelles » visées par l’exemption canadienne. Par ailleurs, le préambule de l’AECG fait expressément référence aux objectifs de la Convention sur la protection et la promotion de la diversité des expressions culturelles de 2005, à laquelle l’Union européenne et le Canada sont Parties et qui peut servir d’outils interprétatif en cas de litige commercial. 
Les négociations du PTPGP sont conclues le 5 octobre 2015 et l’accord entre en vigueur pour le Canada le 30 décembre 2018. Malgré le souhait exprimé par les parties de réaffirmer « l’identité et la diversité culturelles » dans le préambule du PTPGP, celui-ci est silencieux sur la question des politiques culturelles et aucune clause générale visant à exclure la culture de son champ d’application n’est prévue. Ce n’est que par l’adoption de réserves, chapitre par chapitre, que le Canada exclut certains biens culturels ou services culturels de la portée de ses engagements. Certains auteurs mentionnent que « le cumul de ces réserves ne permet pas d’atteindre la protection offerte par l’exemption culturelle traditionnellement incorporée dans les accords de commerce signés par le Canada ». Aucune réserve ne permet d’exclure totalement le secteur culturel du chapitre sur le commerce électronique dont les règles s’appliquent au « produits numériques », ce qui englobe notamment les livres, la musique et les contenus audiovisuels en format numérique. L’articulation entre les règles de ce chapitre et les réserves culturelles figurant dans les autres chapitres du PTPGP demeure incertaine, ce qui laisse planer une menace sur la préservation de la souveraineté culturelle canadienne dans le contexte de la mise en œuvre de cet accord. Des lettres d’accompagnement des ententes conclues entre le Canada et chacune des autres Parties et annexées au PTPGP, ont pour effet d’étendre la portée d’une réserve culturelle relatives aux chapitres sur le commerce des services et sur l’investissement, sans toutefois remettre en question les engagements contractés au titre du chapitre sur le commerce électronique.

## L'incorporation de clauses culturelles dans les traités conclus par d’autres pays

### Les pays de l'Union européenne
L’Union européenne adopte généralement une clause visant à exclure les services audiovisuels des chapitres sur les services, l’investissement et le commerce électronique. Les accords ne définissent habituellement pas ce que constitue « les services audiovisuels ».
Ce type de clause permet ainsi aux 27 États membres de l’Union européenne de soutenir leurs industries de l’audiovisuel par le biais de diverses politiques et mesures. Les États concernés sont les suivants: Allemagne, Autriche, Belgique, Danemark, Espagne, Estonie, Finlande, France, Grèce, Hongrie, Islande, Italie, Lettonie, Liechtenstein, Lituanie, Luxembourg, Malte, Norvège, Pays-Bas, Pologne, Portugal, Slovaquie, Slovénie, Suède, Suisse, Tchéquie.

### LaNouvelle-Zélande
La Nouvelle-Zélande incorpore dans ses accords conclus avec les pays de la zone Asie-Pacifique une exception portant sur « les œuvres créatives ayant une valeur nationale » (creatives arts of national value). Cette clause vise à permettre l’adoption de mesures nécessaires à soutenir les œuvres créatives ayant une valeur nationale et ne constituant pas une discrimination arbitraire ou injustifiée ou une restriction déguisée au commerce. L’ajout de ces conditions en fait une clause dont la mise en œuvre est plus restreinte que celles des clauses du Canada ou de l’Union Européenne.

### Les approches privilégiées par d’autres pays
De manière complémentaire ou alternative aux clauses d’exemption culturelle ou d’exception culturelle, il est possible de recourir à d’autres techniques pour limiter la portée de certains engagements au secteur de la culture.
La négociation d’accords sur la base de listes positives nécessite que les États énumèrent les secteurs dans lesquels ils souhaitent prendre des engagements. Dans ce cas, les États peuvent s’abstenir d’inscrire dans ces listes des biens ou des services culturels. Les pays suivants ont privilégié cette approche dans le cadre de certains accords commerciaux auxquels ils ont adhéré : « il s’agit de la Chine (11 accords), de la Malaisie (5 accords), du Pérou (3 accords), de la Nouvelle-Zélande (2 accords) et, exceptionnellement, de l’Inde (1 accord), du Mexique (1 accord), du Myanmar (1 accord), des Philippines (1 accord) et du Vietnam (1 accord) »
Lorsqu’un accord est négocié sur la base de liste négative d’engagements, les États doivent énumérer les secteurs qu’ils souhaitent soustraire aux engagements. Le Canada, les États-Unis, le Japon, le Chili, la Colombie, le Costa Rica, le Mexique, le Panama, le Pérou, la Chine, la Malaisie, l’Inde, le Pakistan, la République de Corée, Singapour et plus rarement l’Union européenne, l’Australie et la Nouvelle-Zélande ont déjà eu recours à cette méthode pour soustraire des biens ou des services culturels de la portée de leurs engagements au titre d’accords de commerce auxquels ils sont parties.